# Fleckfieber

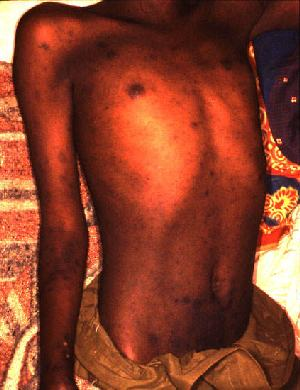
Ausschlag bei einem Mann mit epidemischem Fleckfieber in Burundi.

Fleckfieber oder Flecktyphus, auch Typhus exanthemicus, Kriegspest, Läusefieber, Läusefleckfieber, Lazarettfieber oder Faulfieber, ist eine Infektion mit Bakterien der Gattung Rickettsien (Rickettsia prowazekii oder Rickettsia prowazeki), die durch Läuse, vor allem die Kleiderlaus, übertragen wird. In Deutschland ist der Nachweis des Erregers, in Österreich die Erkrankung meldepflichtig.
Die Bezeichnung Fleckfieber ist abgeleitet von dem dabei auftretenden charakteristischen Fieberverlauf und einem Symptom der Erkrankung, einem rotfleckigen Hautausschlag, der unter anderem Gesicht („Fleckfiebergesicht“) und Extremitäten befallen kann.
Neben dem klassischen epidemischen Fleckfieber und dem Mittelmeer-Fleckfieber (Erreger: Rickettsia conorii) gibt es durch weitere Rickettsien (etwa aus der Zecken-Fleckfieber-Gruppe) verursachte, ebenfalls „Fleckfieber“ genannte Erkrankungen (Rickettsiosen), die durch Milben, Zecken oder Flöhe (Floh-Fleckfieber, Murine-Fleckfieber) übertragen werden können.

## Verwechslung mit Typhus
Früher wurde das Fleckfieber, genannt auch epidemisches Fleckfieber, wegen des dabei auftretenden Ausschlags auch als Typhus exanthemicus bezeichnet sowie als Typhus levissimus, Typhus ambulatorius, Typhus carcerum, Hungertyphus, Kriegstyphus und Typhus bellicus, da es sich unter schlechten hygienischen Bedingungen in Kriegszeiten mitunter epidemieartig ausbreitete und die Symptome von Typhus und Fleckfieber einander ähneln. Das Fleckfieber ist aber nicht mit der (im deutschen Sprachgebrauch) als Typhus bezeichneten Krankheit gleichzusetzen, die durch Salmonellen verursacht wird. Ohne Wissen um den potentiellen Erreger, allein aufgrund der klinischen Symptomatik, plädierte William Jenner bereits 1849 für die Unterscheidung von Fleckfieber, Typhus und Rückfallfieber. Zuvor hatte man als „Typhus“ auch das Fleckfieber bezeichnet, wie beispielsweise in Rudolf Virchows Bericht über die Hungertyphus-Epidemie in Oberschlesien aus dem Jahr 1848 an die preußischen Medizinalbehörden.
Im Englischen wird die hier beschriebene Krankheit als typhus oder gelegentlich als typhus fever bezeichnet. Die durch Salmonellen verursachte Krankheit wird englisch typhoid fever genannt.

## Verlauf
Die direkte Infektion erfolgt über lebende Läuse; aber auch getrocknete Läusekadaver und Läuse-Exkremente sind noch mehrere Monate infektiös. Die Inkubationszeit beträgt 10–14 Tage. Dann kann es zu einem Prodromalstadium mit Schüttelfrost, zunehmend hohem Fieber, Kopf- und Gliederschmerzen und Bewusstseinsstörungen (wenn das Gehirn mit betroffen ist) kommen. Später ist ein blau- bis (durch petechiale Einblutungen) rotfleckiger Hautausschlag typisch.
Charakteristisch beim Fieberverlauf ist ein zwei- bis dreitägiger Temperaturanstieg (Stadium incrementi), gefolgt von einem etwa zehntägigen kontinuierlichen Fieber und anschließender Entfieberung über mehrere Tage.
Das Fleckfieber begünstigt weitere Infektionen durch andere Bakterien, sogenannte Sekundärinfektionen. Dazu zählen unter anderem:
- Hirnhautentzündung (Meningitis)
- Lungenentzündung (Pneumonie)
- Herzmuskelentzündung (Myokarditis).

Seit den 1950er Jahren tritt die Krankheit noch vorwiegend in den Subtropen und Tropen auf. Eine eventuelle Zweitinfektion verläuft aufgrund der aktiven Immunisierung mit abgeschwächten Symptomen.

## Diagnostik
Die Diagnose kann klinisch oder serologisch gestellt werden. Das Serum eines Patienten, der Antikörper gegen Rickettsien besitzt, kreuzreagiert mit dem Erreger Proteus OX19 (auch Proteus X-19) und flockt aus (Agglutination, Weil-Felix-Reaktion). Ludwik Fleck entwickelte einen Hauttest zur Diagnose des Fleckfiebers.

## Behandlung
Bei Rickettsieninfektionen sind vor allem Tetracycline oder Chloramphenicol wirksam, Standardbehandlung ist Doxycyclin. Es stehen derzeit nur deutlich eingegrenzt wirksame Fleckfieberimpfstoffe zur Verfügung.
Beim Fleckfieber sollte die antibiotische Behandlung so früh wie möglich anfangen, dann zeigt sie gute Heilungschancen. Bereits ein bis zwei Tage nach Therapiebeginn kommt es zum Abfall des Fiebers.

## Prognose
Das Fleckfieber kann unbehandelt in bis zu 40 Prozent der Fälle tödlich enden. Wird es rechtzeitig therapiert, ist die Prognose gut: Normalerweise heilt das Fleckfieber nach einer antibiotischen Behandlung vollständig und folgenlos ab.
Manchmal verbleiben die Fleckfieber-Erreger bis zu 30 Jahre im Körper. Normalerweise lösen sie in dieser Zeit keine neue Erkrankung aus, da sie vom körpereigenen Abwehrsystem in Schach gehalten werden. Kommt es dennoch zum Ausbruch von Symptomen, wird das als Brill-Zinsser-Krankheit bezeichnet. Sie verläuft deutlich kürzer und milder als das Fleckfieber.

## Geschichte

### Bis 1938
Das wohl schon im Altertum existente, aber erst im 16. Jahrhundert zuverlässig geschilderte Fleckfieber trat in Europa vor allem als „typische Kriegs- und Elendsseuche“ auf.
Für Napoleons Armee wurde das Fleckfieber während des Russlandfeldzugs zu einem ernsthaften Problem. Die bittere Winterkälte zwang die Soldaten, ihre Kleidung durchgehend zu tragen, ohne sie wechseln oder säubern zu können. Außerdem nutzten sie Kleidungsstücke Gefallener, um sich notdürftig warm zu halten. Die mit Rickettsien infizierten Kleiderläuse konnten sich daher sehr gut vermehren und ausbreiten. Beim Rückzug der im Juni 1812 nach Russland gezogenen „Grande Armée“ im Herbst 1813 war Mainz die erste Rast auf französischem Boden. Dort starben 15.000–17.000 Mann der französischen Besatzung und ebenso viele Zivilisten. Die Krankheit, welche damals wegen der dabei auftretenden neurologischen Symptome auch als „Nervenfieber“ bezeichnet wurde, blieb als Typhus de Mayence (nach dem französischen Namen für Mainz) in der französischen Sprache erhalten. Im fränkischen Raum um das Großherzogtum Würzburg waren bis Ende Oktober 1814 14.000 Krankheitsfälle von Fleckfieber zu verzeichnen, wovon 2500 einen tödlichen Verlauf genommen hatten. Eine weitere Epidemie mit etwa zweieinhalb Millionen Todesopfern ereignete sich in Folge von Krieg und Bürgerkrieg zwischen 1918 und 1922 in Russland.
Dass Läusebisse (Läusestiche) die Erkrankung verursachen, erkannte Osip Osipovič Močutkovsij (1845–1903), der Leiter der Infektionsabteilung am Städtischen Krankenhaus von Odessa. Im Jahr 1909 war Charles Jules Henri Nicolle der experimentelle Nachweis der Übertragung des Flecktyphus durch Läuse gelungen. Die Erstbeschreibung des Erregers erfolgte 1916 durch den am Institut für Schiffs- und Tropenkrankheiten in Hamburg tätigen brasilianischen Mikrobiologen Henrique da Rocha Lima (1879–1956). Er wies die zuvor von dem amerikanischen Mikrobiologen Howard T. Ricketts und dem Hamburger Bakteriologen Stanislaus von Prowazek, die beide bei ihren Fleckfieberforschungen starben, in Fleckfieberläusen gesehenen Organismen und deren Vermehrung im Darm der Läuse nach. Weitere Forschungen zum Fleckfieber folgten unter anderem am Georg-Speyer-Haus in Frankfurt am Main.
Gleichfalls noch während des Ersten Weltkriegs wurde der polnische Biologe Rudolf Weigl als Wissenschaftler in das Sanitätswesen der österreichisch-ungarischen Armee einberufen, wo er bei der Erforschung des Fleckfiebers einen Fleckfieberimpfstoff fand. Nach Kriegsende als Professor für Biologie an die Lemberger Universität berufen, führte er dort seine Forschungen und die darauf fußende Impfstoffproduktion fort.
Der Völkerbund setzte 1920 eine Fleckfieberkommission ein, die eine in Osteuropa ausgebrochene Fleckfieberepidemie abwehren sollte.

### Zweiter Weltkrieg

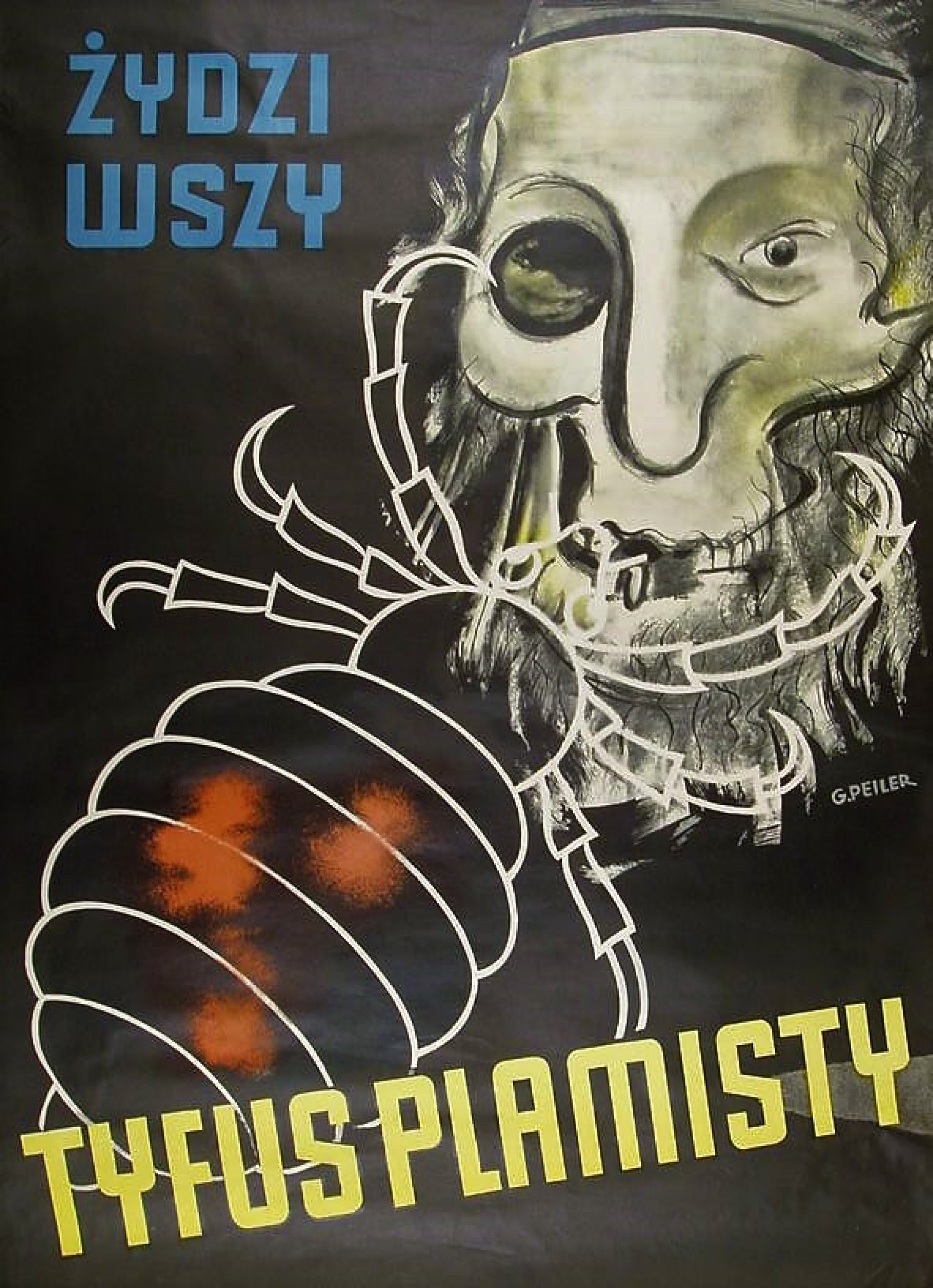
Nationalsozialistisches Propagandaplakat aus dem Generalgouvernement mit der Aufschrift: „Żydzi – wszy – tyfus plamisty“, 1942

Nach Ausbruch des Zweiten Weltkriegs wurde das auch „Flecktyphus“ genannte Fleckfieber im deutsch besetzten Teil Polens, dem sogenannten Generalgouvernement, von den Nationalsozialisten zur Diffamierung der Juden benutzt. Juden wurden als Läuse bezeichnet, die die Krankheit übertragen würden, und der „jüdische Parasit“ war ein antisemitisches Stereotyp. Wer einen Juden versteckt hielt, musste daher ebenso wie ein Jude, der das Ghetto verließ, wegen der angeblich von ihnen ausgehenden Ansteckungsgefahr mit der Todesstrafe rechnen. 1941 brach eine Fleckfieber-Epidemie im Warschauer Ghetto aus und ebbte nach kurzer Zeit wieder ab.
Nach dem deutschen Einmarsch in die zuvor von der Sowjetunion okkupierten Teile Ostpolens und der Erschießung von 25 Lemberger Universitätsprofessoren am 30. Juni 1941 erklärte sich Rudolf Weigl bereit, seine Impfstoffproduktion als Leiter des örtlichen Instituts für Fleckfieber- und Virusforschung, eines Ablegers des Krakauer Instituts für Fleckfieber- und Virusforschung des Oberkommandos des Heeres, fortzuführen. In den folgenden vier Jahren konnte er dabei geschätzt mehreren tausend Menschen als sogen. „Läusefütterern“ (poln. „karmiciele wszy“) das Leben retten: Aufgabe dieser Angestellten Weigls war es, in kleine Käfige gesperrte infizierte Läuse (aus denen anschließend der Impfstoff gewonnen wurde) mit ihrem Blut zu füttern, wofür sie als „kriegswichtige“ Mitarbeiter besondere Ausweispapiere erhielten, die sie vor den ärgsten Repressalien schützten und ihnen außerdem höhere Lebensmittelrationen sowie die Möglichkeit, sich relativ frei zu bewegen, zugestanden.
Im KZ Auschwitz geschah Ähnliches, nur unfreiwillig: In seiner Position als Stabsarzt und stellvertretender Direktor des Instituts für Fleckfieber- und Virusforschung des OKH in Krakau, zu diesem Zeitpunkt außerdem Verwaltungshauptstadt von Auschwitz, missbrauchte Heinrich Mückter, der spätere Forschungs-Chef des Pharma-Unternehmens Grünenthal, einige der dortigen KZ-Häftlinge als Wirte für mit Fleckfieber infizierte Läuse, aus denen er anschließend den Weigl’schen Fleckfieberimpfstoff gewann. Nach Kriegsende konnte er sich seiner Verhaftung durch Flucht in die westlichen Besatzungszonen entziehen.
Parallel dazu wurden von NS-Ärzten, allen voran Erwin-Oskar Ding-Schuler, aber auch Menschenversuche in nationalsozialistischen Konzentrationslagern zu möglichen Impfstoffen an Häftlingen u. a. im KZ Buchenwald durchgeführt, wo an künstlich herbeigeführten Infektionen mehrere hundert Menschen starben. Ähnliche Versuche fanden auch im KZ Natzweiler-Struthof, im Sicherungslager Schirmeck-Vorbruck und im KZ Bergen-Belsen statt.
In mehreren Konzentrationslagern kam es kurz vor der Befreiung zu Fleckfieber-Epidemien, so auch in Bergen-Belsen. Dort starben neueren Erkenntnissen zufolge die Geschwister Margot und Anne Frank im Februar 1945 an Fleckfieber.
Ausgehend von den Forschungen Rudolf Weigls gelang es zwei polnischen Ärzten, über Jahre in zwei Orten Polens eine Fleckfieber-Epidemie vorzutäuschen. Die beiden Ärzte Stanisław Matulewicz und Eugeniusz Łazowski (1913–2006) waren Absolventen der Universität Warschau und kannten daher Weigls Arbeiten gut. Sie waren zum Zeitpunkt der Nazi-Invasion 1939 Allgemeinmediziner in den Orten Rozwadów und Zbydniów nahe Stalowa Wola im heutigen Südostpolen. Durch Injektionen von Suspensionen mit dem Antigen OX-19 des Bakteriums Proteus mirabilis konnten sie falsch-positive Ergebnisse der Weil-Felix-Reaktion erzielen, die als Nachweismethode für Fleckfieber galt. Trotz Kontrollen konnten sie so über mehrere Jahre eine Epidemie vortäuschen, so dass die Besatzer aus Angst vor einer Verbreitung eine Sperrzone einrichteten und die beiden Ärzte nach Schätzungen etwa 8000 Menschen retteten.

## Meldepflicht
In Deutschland ist der direkte oder indirekte Nachweis des Erregers Rickettsia prowazekii namentlich meldepflichtig nach § 7 des Infektionsschutzgesetzes (IfSG), soweit der Nachweis auf eine akute Infektion hinweist. Die Meldepflicht betrifft in erster Linie die Leitungen von Laboren (§ 8 IfSG).
In Österreich ist Rickettsiose durch R. prowazekii eine anzeigepflichtige Krankheit gemäß § 1 Absatz 1 Ziffer 1 Epidemiegesetz 1950. Die Anzeigepflicht bezieht sich auf Verdachts-, Erkrankungs- und Todesfälle. Zur Anzeige verpflichtet sind unter anderen Ärzte und Labore (§ 3 Epidemiegesetz).